# Höllgraben (Ködnitz)
Höllgraben (oberfränkisch: Hehl-grom) ist ein Gemeindeteil der Gemeinde Ködnitz im Landkreis Kulmbach (Oberfranken, Bayern). Höllgraben liegt in der Gemarkung Ködnitz.

## Geographie
Die Einöde liegt im tief eingeschnittenen Tal des Kohlenbachs und ist allseits von der Kulmbacher Forst umgeben. Die Kreisstraße KU 10 führt nach Kulmbach zur Bundesstraße 85 (3,2 km westlich) bzw. an Leithen vorbei nach Maierhof (1,3 km südöstlich).

## Geschichte
Höllgraben wurde 1894 auf dem Gemeindegebiet von Ködnitz erbaut. Das Anwesen erhielt die Haus-Nr. 15 des Gemeindeteils Ebersbach. Benannt wurde der Ort nach dem Flurnamen Hölle, der Schlucht bedeutet. Dem entspricht die geologische Beschaffenheit des Kohlenbachtals. Die zu der Einöde neu hinzugekommenen Anwesen wurden am 1. Januar bzw. am 1. April 1978 nach Kulmbach eingegliedert.

### Einwohnerentwicklung
| Jahr      | 001925 | 001950 | 001961 | 001970 | 001987 |
| Einwohner | 3      | 4      | 21     | 15     | 0      |
| Häuser    | 1      | 1      | 3      |        | 1      |
| Quelle    | [ 11 ] | [ 12 ] | [ 13 ] | [ 14 ] | [ 1 ]  |

## Religion
Höllgraben ist evangelisch-lutherisch geprägt und nach St. Petrus (Kulmbach) gepfarrt.